# John Wells (produttore)
John Marcum Wells (Alexandria, 28 maggio 1956) è un produttore televisivo, sceneggiatore e regista statunitense.

## Biografia
È conosciuto soprattutto per il suo ruolo di produttore esecutivo e showrunner delle serie televisive E.R., Squadra emergenza, West Wing e del remake Shameless. In ambito cinematografico, Wells ha scritto, diretto e prodotto il film The Company Men del 2010, interpretato da Ben Affleck, Chris Cooper, Kevin Costner e Tommy Lee Jones. La sua società, John Wells Productions, ha sede presso gli studi della Warner Bros. a Burbank, in California. Wells è inoltre un dirigente sindacale, ed è stato eletto presidente del Writers Guild of America, West nel 2009.

## Filmografia

### Sceneggiatore
- CBS Summer Playhouse – serie TV, 1 episodio (1988)
- China Beach – serie TV 18 episodi (1988-1991)
- Angel Street, regia di Rod Holcomb – film TV (1992)
- The Nightman, regia di Charles Haid – film TV (1992)
- E.R. - Medici in prima linea (ER) – serie TV, 32 episodi (1994-2009)
- Entertaining Angels: The Dorothy Day Story, regia di Michael Ray Rhodes (1996)
- Trinity – serie TV (1998)
- Squadra emergenza (Third Watch) – serie TV, 10 episodi (1999-2005)
- Citizen Baines – serie TV (2000)
- Presidio Med – serie TV, 1 episodio (2002)
- West Wing - Tutti gli uomini del Presidente (The West Wing) – serie TV, 10 episodi (2003-2006)
- Smith – serie TV, 3 episodi (2006-2007)
- The Company Men, diretto da John Wells (2010)
- Southland – serie TV, 3 episodi (2010-2011)
- Shameless – serie TV, 24 episodi (2011-2021)
- Animal Kingdom – serie TV, 5 episodi (2016-2022)

### Regista
- E.R. - Medici in prima linea (ER) – serie TV, 9 episodi (1998-2009)
- The F.B.I. Files – serie TV, 1 episodio (2003)
- The Company Men (2010)
- Shameless – serie TV, 10 episodi (2011-2021)
- I segreti di Osage County (August: Osage County) (2013)
- Il sapore del successo (Burnt) (2015)
- Animal Kingdom – serie TV, 10 episodi (2016-2022)
- Maid – miniserie TV (2021)
- The Pitt – serie TV, episodio 1x01 (2025)

### Produttore
- E.R. - Medici in prima linea (ER) – serie TV (1994-2009)
- Trinity – serie TV (1998)
- Squadra emergenza (Third Watch) – serie TV (1999-2005)
- Citizen Baines – serie TV (2000)
- Presidio Med – serie TV, 1 episodio (2002)
- West Wing - Tutti gli uomini del Presidente (The West Wing) – serie TV (2003-2006)
- Shameless – serie TV (2011-2021)
- Love & Mercy, regia di Bill Pohlad (2014)
- Goat, regia di Andrew Neel (2016)
- Animal Kingdom – serie TV (2016-2022)
- Maid – miniserie TV (2021)
- Rescue: HI-Surf – serie TV (2024-2025)
- The Pitt – serie TV (2025)
- Untamed, regia di Thomas Bezucha, Nick Murphy e Neasa Hardiman – miniserie TV (2025)